# Brachytrupanea brachystigma
Brachytrupanea brachystigma är en tvåvingeart som först beskrevs av Mario Bezzi 1924.  Brachytrupanea brachystigma ingår i släktet Brachytrupanea och familjen borrflugor. Inga underarter finns listade.